# La selce e l'acciaio
La selce e l'acciaio è un film muto italiano del 1920 diretto da Guglielmo Zorzi.